# رؤیاپردازان (فیلم ۱۹۷۰)
رویاپردازان (عبری: Ha-Timhoni‎) (به انگلیسی: The Dreamer) یک فیلم در ژانر درام به کارگردانی دان ولمن است که در سال ۱۹۷۰ منتشر شد.